# 国民健康保険飛騨市民病院
国民健康保険飛騨市民病院（こくみんけんこうほけんひだしみんびょういん）は、岐阜県飛騨市にある医療機関。飛騨市が運営する公立（国民健康保険）の病院である。

## 概要
- かつての吉城郡神岡町の国民健康保険神岡町病院である。神岡町が町村合併で飛騨市が発足したことより、改称する。
- 神岡鉱山の最盛期の頃は多くの科を有していたが、神岡鉱山の衰退と医師不足で減少。
- 診察科は12科ある。但し、一部の科は週1～3回や月2回の診察である。
- 病床数は91床。

## 診察科
- 内科
- 外科
- 整形外科
- 眼科
- 小児科（月・水・金）
- 脳神経外科（月・木）
- 耳鼻咽喉科（水）
- 呼吸器内科 (月)
- 婦人科（火）
- 皮膚科（月）
- 泌尿器科（水）
- 心臓血管外科（第2・4木）
- 緩和ケア（火）

## 所在地
- 岐阜県飛騨市神岡町東町725番地

## 沿革
- 1943年（昭和18年）3月30日：産業組合立高原診療所として開業。
- 1943年（昭和18年）9月30日：岐阜県農業会立高原診療所に改称。
- 1944年（昭和19年）12月4日：移転。岐阜県農業会立船津病院に改称。
- 1949年（昭和24年）10月1日：吉城郡船津町が買収。国民健康保険船津町病院に改称[1]。
- 1950年（昭和25年）6月10日：船津町が町村合併により、神岡町発足。国民健康保険神岡町病院に改称[1]。
- 1990年（平成2年）
  - 4月18日：現在地に現病院の建物が完成し、竣工式が行われる[2]。
  - 5月1日：現在地に移転[1]。
- 2004年（平成16年）2月1日：神岡町が町村合併で飛騨市が発足したことより、国民健康保険飛騨市民病院に改称する[1]。

## 交通機関
- 濃飛バス 「市民病院前」バス停
- 飛騨市巡回バス 「市民病院前」バス停